# Saint-Ferréol
 Saint-Ferréol  es una población y comuna francesa, en la región de Ródano-Alpes, departamento de Alta Saboya, en el distrito de Annecy y cantón de Faverges.

## Demografía
| 507 | 593 | 641 | 646 | 758 | 798 |
| Para los censos de 1962 a 1999 la población legal corresponde a la población sin duplicidades (Fuente: INSEE [Consultar]) |     |     |     |     |     |